# Seachtar
Seachtar is een Ierse band die in 1974 ontstond toen een jonge Ierse uilleann pipesspeler, Paddy Keenan, begon samen te spelen met broer en zus Micheál Ó Dhomhnaill en Triona Ní Dhomhnaill.
Micheál was zanger en speelde gitaar, Triona zong en speelde klavecimbel. Later kwamen daar de violist Paddy Glackin en fluitist Matt Molloy bij en een tijdje daarna kwam Tony McMahon bij de groep. Toen Dónal Lunny de groep bezig hoorde, wilde hij zich met zijn bouzouki beschikbaar stellen omdat Planxty voor hem verleden tijd was.
De groep noemt zich Seachtar, wat Iers is voor zeven. Later stapten Tony McMahon en Paddy Glackin op. Glackin werd vervangen door de bekende violist Tommy Peoples. De nu uit zes personen bestaande bezetting zou voortaan The Bothy Band genoemd worden.